# Шашенок Володимир Миколайович
Володимир Миколайович Шашенок (нар. 21 квітня 1951, с. Щуча Гребля, Чернігівська область — пом. 26 квітня 1986, м. Прип'ять) — інженер-налагодник системи автоматики, співробітник «Смоленськатоменерго»- нині <<Чорнобильське пусконалагоджувальне піприємство>> ,одна із перших жертв аварії на Чорнобильській АЕС. Кавалер Орден «Знак Пошани» - посмертно ( 24.12.1986 )

## Біографія
Володимир Шашенок народився 21 квітня 1951 року у селі Щуча Гребля Бахмацького району Чернігівської області. У 1970 році закінчив Конотопський індустріальний технікум. Працювати на Чорнобильській АЕС розпочав у серпні 1980 року, де займав посади налагоджувальника контрольно-вимірювальних приладів та автоматики 5, 6 розрядів цеху налагоджування та випробувань. 2 квітня цього ж року звільнився у зв'язку з переведенням на підприємство «Смоленськатоменергоналагодження».
На Чорнобильській АЕС Володимир Шашенок брав участь у випробуваннях на четвертому енергоблоці. У ніч на 26 квітня 1986 року чергував у приміщенні деаераторної етажерки, що знаходилось під живильним вузлом реактора. Там він здійснював контроль параметрів систем та устаткування енергоблока. Під час вибуху отримав численні поранення і зазнав ошпарення радіоактивною парою. Помер о 6-й ранку 26 квітня.
Спочатку був похований у селі Чистогалівка Чорнобильського району, але згодом 19 листопада 1988 року перепохований на Митинському кладовищі поблизу Москви.

## Нагороди
- Орден «Знак Пошани» (посмертно)